# Пуна-де-Атакама
Пу́на-де-Атака́ма (ісп. Puna de Atacama) — південна частина плато Пуна в Андах із висотами близько 4 500 м над рівнем моря і площею близько 180 тис. км², що має вигляд високого плато над районами меншої висоти на півночі, сході та заході, розташована на кордоні Аргентини (85 %) і Чилі (15 %). Цей район дуже дуже сухий та холодний, опади тут рідкісні, а середньорічні температури складають від −7 до 0 °C.
Пуна-де-Атакама сформувалася протягом Докембрійського періоду, та вкрита осадовими породами Палеозою та Мезозою. Пізніше Андійська складчастість підняла це плато над його первісним рівнем. Західні райони плато мають великі маси базальтової лави, що утворилися в результаті активності численних вулканів, зараз неактивних.
| Аргентина | Це незавершена стаття з географії Аргентини. Ви можете допомогти проєкту, виправивши або дописавши її. |

| Чилі | Це незавершена стаття з географії Чилі. Ви можете допомогти проєкту, виправивши або дописавши її. |